# Música de Páginas da Vida
A seguir apresentam-se os lançamentos discográficos de Páginas da Vida, uma telenovela brasileira produzida pela rede de televisão Rede Globo e exibida no horário das 20 horas entre 10 de julho de 2006 e 2 de março de 2007 em 203 capítulos, substituindo a telenovela Belíssima e sendo sucedida por Paraíso Tropical. O elenco principal inclui vários atores e atrizes. Dentre estes, estão incluídos Regina Duarte, Lília Cabral, Fernanda Vasconcellos, Thiago Rodrigues, Marcos Caruso, Ana Paula Arósio, José Mayer, Regiane Alves, Vivianne Pasmanter, Caco Ciocler, Marcos Paulo, Tarcísio Meira, Natália do Vale e Edson Celulari.
Durante a sua exibição original, foram lançados três álbuns de compilação no formato de trilha sonora. Estes são a trilha nacional, internacional e lounge, sendo que a nacional contém músicas cantadas em língua portuguesa e por cantores do país, a internacional em língua inglesa, italiana e espanhola e a lounge misturando músicas de todos os idiomas citados.

## Lançamentos

### Nacional
| Versão padrão |                          |                                                                                                |                    |         |  |
| N.º           | Título                   | Compositor(es)                                                                                 | Personagem         | Duração |  |
| 1.            | "Wave"                   | Antônio Carlos Jobim                                                                           | Tema de abertura   | 3:06    |  |
| 2.            | "Só Em Teus Braços"      | Victor Chaves                                                                                  |                    | 3:24    |  |
| 3.            | "Para Mais Ninguém"      | Cláudio Rabello, Dalto                                                                         |                    | 3:15    |  |
| 4.            | "Amplidão"               | Fred, Gustavo, Marco Aurélio, Márcia Araújo                                                    |                    | 3:25    |  |
| 5.            | "So In Love"             | Caetano Veloso                                                                                 |                    | 5:31    |  |
| 6.            | "A Dor A Mais"           | Severino Ramos                                                                                 |                    | 3:53    |  |
| 7.            | "Outra Vez"              | Djavan                                                                                         |                    | 3:35    |  |
| 8.            | "Passarela No Ar"        | Fabricio Gambogi, Gisele de Santi                                                              |                    | 4:36    |  |
| 9.            | "Ventos De Paz"          | Eduardo Alves da Costa, Ricardo Alves da Costa, Rodrigo Paes de Castro, Ronaldo Paes de Castro |                    | 3:14    |  |
| 10.           | "Se Quiser (Anytime)"    | Cláudio Rabello, Louis Biancaniello, Sam Watters                                               |                    | 4:07    |  |
| 11.           | "Seu Nome"               | Euler Coelho                                                                                   |                    | 3:06    |  |
| 12.           | "Eu Sei"                 | E. Carlos, Sílvia Machete                                                                      | Guilherme e Márcia | 3:43    |  |
| 13.           | "O Que Resta De Nós"     | David Martin, Daniel Garcia                                                                    |                    | 3:38    |  |
| 14.           | "Alguém Me Disse"        | Perez Prado                                                                                    | Élcio/Elaine       | 3:16    |  |
| 15.           | "Wave" (instrumental)    | Antônio Carlos Jobim                                                                           | Tema de abertura   | 5:52    |  |
| 16.           | "Melodia" (instrumental) | Paulo Castanheira                                                                              |                    | 3:07    |  |